# Cnesmone
Cnesmone là một chi thực vật có hoa trong họ Đại kích

## Loài
Chi này gồm các loài sau:
1. Cnesmone anisosepala
2. Cnesmone hainanensis
3. Cnesmone javanica
4. Cnesmone laevis
5. Cnesmone laotica
6. Cnesmone linearis
7. Cnesmone mairei
8. Cnesmone peltata
9. Cnesmone philippinensis
10. Cnesmone poilanei
11. Cnesmone subpeltata